# Tomak〜Save the Earth〜Love Story
『Tomak〜Save the Earth〜Love Story』（トマック〜セイブ・ジ・アース〜ラブ・ストーリー）とは2001年5月、韓国のSeed9社によって作られた恋愛シミュレーションゲーム。

## 概要
神に滅ぼされようとする地球を救うために頭だけの姿で地上に降臨した愛の女神に愛を注ぐという生首育成ゲームである。
日本では、2002年3月、サンソフトよりWindows版が発売。同年12月19日にはPlayStation 2版も発売される。「Tomak(토막)」とは、韓国語で「切れ端」「断片」といった意味である。
続編としてSeed9社より『토막again』が発売されたが、これは恋愛シミュレーションゲームではなくアーケード版シューティングゲームである。
『토막again』は日本では未発売だが、『月刊アルカディア』において少しだけ紹介されたことがある。

## 設定
神々は、「人類は欲望に走りすぎているので、滅ぼした方がいいのではないか？」と話し合っていた。愛の神エビアンは、「人類には愛があります」と言ったが、他の神は「そんなものは、単なる肉体的な愛情だ」と取り合わない。結局、美しい肉体を捨てて首だけになったエビアンを愛する人間が現れれば、人類に精神的な愛情があることを認めて、人類を滅ぼすのを止めるということになった。そして、エビアンは種子となって地上に降りる。
3ヶ月後、あなた（プレイヤー）の部屋には、植木鉢から首だけを生やした女性（エビアン）がいた。首の回りには葉も出ていて、植物でもあるようだ。おまけに、あなたに話し掛けてくる！！ 
しかし、あなたは、この奇怪な状況を受け入れて、彼女の世話をすることになる。

## ゲーム内容
具体的には、植木鉢の置き場所を変えて温度・湿度を調整し、水分や食事を与え、コミュニケーションをとったり、オシャレをさせたりしてながら、エビアンの様々なステータスを上げていく。もし、健康状態が悪くなれば、神は地球を滅亡させてしまう。エビアンは接し方によって、普通の女性と同じよう（!?）に「ウキウキ」、「ひねくれ」、「ナマイキ」などの状態になり、それらに伴ってステータスも上下する。
プレイヤーは月に一度は街に出て、エビアンのために買い物をしたり、友人や普通の女性に会ったりもする。この女性たちとも交流を深めることも出来る。
3年間、しっかり育てることができれば、プレイヤーの行動に見合ったエンディングをむかえることが出来る。
シュールで異常な状況であるのは間違いないが、ゲームとしては少々ボリュームが足りないところがある位で、クソゲーというほどおかしなものではない。
OPの一部に『すごいよ!!マサルさん』のMAD映像が挿入されている。

## 登場人物
声優は日本で発売されたPC版のもの。カッコ内の日本人名はPlayStation 2版のもの。
愛の女神エビアン：榎本温子
抜群の美貌を持つ女神だが、人間界に愛があることを証明するため「頭だけ」の姿で地上に舞い降りる。性格はかなり人間ぽい。
嫉妬の女神デザワ：金月真美
エビアンの妹で。今回の計画の発案者。
破壊の神バスタイル：沼田祐介
異形然とした容姿通り破壊を好む攻撃的な神で、エビアンに好意をもっており主人公の邪魔をする。実は小心者であり、精神面でも神の中で最も多くの人間性を内包しており、本心ではエビアンの力になりたがっている。
モーニングサンシャイン：堀秀行
天界を統べる全能の神。彼と名前が似ている「ナイトムーンシャイン」という人物も登場する。
イ・ソヨン（北条愛美）：満仲由紀子
活発な女の子。主人公とはコンパで出会う。
チャン・ウンジュ（織原綾乃）：前田このみ
主人公の幼馴染で、初恋の相手。さばさばした性格で主人公の異性関係の相談役的存在。
キム・チヒョン（桜井いずみ）：中山さら
同じく主人公の幼馴染で、やや大人びた性格。
パク・ソンテ（杉野昭治）：梶原彰
カン・ソンフン（麻生桂一）：渡辺武彦
主人公の友人。
李春香：佐藤朱
親の仕事の関係で海外から引っ越してきた女の子。日本版で追加されたキャラクター。